# Ялтинский гидротоннель
Я́лтинский гидротонне́ль (Я́лтинский водово́дный тонне́ль) — гидротехническое сооружение тоннельного типа для водоснабжения Ялты из Счастливенского водохранилища, проложенное в 1959—1964 годах в недрах Главной гряды Крымских гор под Ялтинской яйлой.

## История строительства

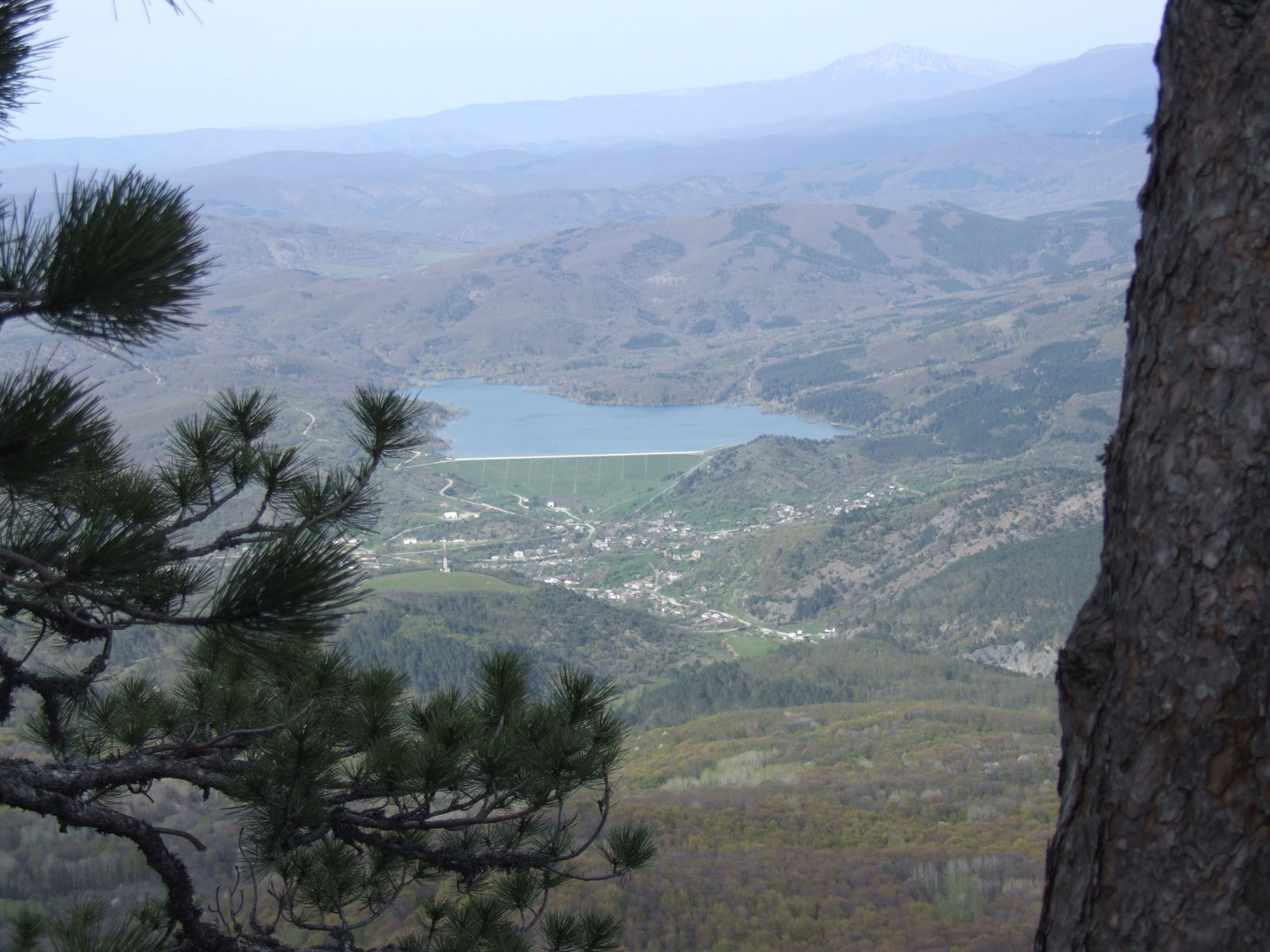
Счастливенское водохранилище

Для снабжения Южного берега Крыма в 1964 году в верховьях реки Бельбек, на северном склоне Главной гряды в районе сёл Счастливое и Ключевое были построены три водохранилища естественного стока: Счастливое — 1 и Счастливое — 2, которое расположено на северном лесистом склоне Ай-Петринской яйлы, в верховьях реки Бельбек и было создано на месте узкой V-образной долины реки Манаготра, а также Ключевское общим объёмом 11,8 млн м³. На реке Кача — Загорское водохранилище объёмом 27,85 млн м³. Все водохранилища соединены с водохранилищем Счастливое − 1, из которого вода поступает в Ялтинский гидротоннель длиной 7216 метров. Проектный расход составляет до 50 тыс. кубометров воды в сутки.
Водовод проходит под горным хребтом Ай-Петри и питает водой Ялту. Он строился с 1959 по 1964 годы. Проходка осуществлялась одновременно с двух строн: между бригадами проходчиков велось соцсоревнование. По окончании работ, победили «северные». Строительство тоннельного семикилометрового водовода было закончено в 1964 году и обошлось государству в 22 миллиона рублей.
Тоннель проложен сквозь Ялтинский горный массив на глубине 200—900 метров. Вода самотеком подается на южный берег Крыма из Счастливненского водохранилища на северной стороне горной гряды. Ход строительства контролировал лично первый секретарь Крымского обкома КПУ В. Г. Комяхов.
Строительство велось силами Харьковских метростроевцев. Ялтинский тоннельный водовод был построен по проекту института «Укргипроводхоз», генподрядчик — трест «Крымводстрой», а субподрядчик — севастопольское СУ-528. Поэтому на порталах установлена буква «М», в связи с чем, появилось народное название тоннеля «Ялтинское метро».
По другим данным, тоннель строил Московский метрострой:
Строительство  Ялтинского  гидротоннеля  было  прочно  связано  с кафедрой геофизики МГУ, которая совместно с Симферопольским институтом минеральных ресурсов осуществляла научно-методическое руководство инженерно-геологическими изысканиями. Ведь в стране (да и в мире!) ещё не было опыта проходки столь протяженных тоннелей глубокого заложения в сложных гидрогеологических и инженерно-геологических  условиях.  Проходка  велась  силами  строителей  Московского метрополитена, однако, в целях экономии средств проект предусматривал нестандартное сечение тоннеля, что исключало применение мощной проходческой техники. В процессе реализации проекта возникли непредвиденные трудности, надолго затянувшие сроки строительства.
Тоннель проложен сквозь Ялтинский горный массив на глубине 200—900 метров. В некоторых местах прохождения водовода, высота горного хребта достигает 1270 метров над уровнем моря. В процессе проходки гидротоннеля, были обнаружены карстовые воды разного химического состава; в том числе — минеральная вода, получившая известность под названием «Ялтинская».
Существует версия инициации начала строительства в результате визита в Крым короля Непала Махендра с супругой.

## Строительство второй очереди
Ведётся строительство второго водовода, параллельного первому, но бо́льшего диаметра; проходка с помощью проходческого щита начата в апреле 2021 года.
Старый водовод будет реконструирован; его ввод в эксплуатацию (после реконструкции) ожидается в 2025 году.
Параллельный новый тоннель через определённые отрезки будет соединяться со старым. По этим соединениям вода из старого тоннеля будет перепускаться в новый; в старом же, на участках, освобождённых от воды, будут вестись ремонтные работы.
- На 23 апреля 2021 года проходческий щит вошёл в склон горы (произведена «загонка щита»); выработанная порода отвозится на площадку временного хранения на окраине села Счастливое. Начата укладка бетонных колец, из которых состоит тоннель. Каждое из колец имет длину 1,3 метра и весит около 8 тонн. Щиту предстоит пройти около 7,5 км. Стоимость проекта около 8 млрд руб[15]. Проходку ведёт компания ООО «ПРиСС».
- На сентябрь 2021 года[12], пройдено 1000 метров из 7,5 км. Диаметр нового гидротоннеля более 4 метров. Прогнозируемое время завершения строительства объекта ФЦП: к февралю 2024 года.
- На 9 апреля 2023 года: щитом пройдено 4,6 км; пройти до сбойки осталось 1,1 км[16][17]; сбойка ожидается в конце августа 2023 года. После этого будет вестись электрификация тоннеля.

Когда произойдет смычка, разбираем щит, создаем лоток и устанавливаем электрику по всему тоннелю», — рассказал Булыгин.
 В сутки проходческий щит проходит, в среднем, 7 метров. Прогнозируемое время окончательного завершения строительства объекта не изменилось.
Данный тоннель идёт с наклоном 5 мм на один метр. Это сделано для того, чтобы вода шла самотёком без всяких насосов.
; по другим данным, этот параметр составляет 1 мм на один метр Возможно, речь идёт о вариабельности параметра на различных участках.
Ноябрь 2023 года: Тоннель полностью 'пробурен'. Предстоит чистовая отделка и, ориентировочно, в апреле 2024 года состоится официальная передача тоннеля эксплуатирующей организации.
«Физически тоннель готов».Замгендиректора компании-подрядчика строительства тоннеля ООО «ПРиСС» Андрей Булыгин.

### Ввод в эксплуатацию второй очереди
Нет данных. Изначально оглашавшиеся сроки не соблюдены, расхождение с планами составляет более полугода.